# Erik Nilsson
Erik Henry Sixten Nilsson (6 d'agost 1916 - 9 de setembre 1995) fou un futbolista suec dels anys 40 i 50.
Pel que fa a clubs, defensà durant quasi vint anys els colors del Malmö FF. Guanyà cinc lligues i cinc copes sueques i arribà a rebutjar una oferta de l'A.C. Milan.
Nilsson jugà 57 partits amb la selecció de Suècia, i participà a importants competicions internacionals, com foren:
- Copa del Món de Futbol de 1938: quarta posició.
- Jocs Olímpics d'Estiu de 1948: medalla d'or, Suècia 3 - Iugoslàvia 1.
- Copa del Món de Futbol de 1950: tercera posició.
- Jocs Olímpics d'Estiu de 1952: medalla de bronze.

L'any 1950 va rebre el guardó de futbolista suec de l'any. El 2003 fou inclòs al Saló de la Fama del futbol suec.